# Vicia geminiflora
Vicia geminiflora är en ärtväxtart som beskrevs av Ernst Rudolf von Trautvetter. Vicia geminiflora ingår i släktet vickrar, och familjen ärtväxter. Inga underarter finns listade i Catalogue of Life.